# 离线浏览
离线浏览（Offline Browsing，又称脱机浏览，俗稱砍站）是指用户将网络的共享文件或网页文件存储至本地，便于浏览存储文件。用户有可能会因为以下原因而需要离线浏览：
1. 获得网站中的图片、音频等不易复制的资源
2. 防止网页丢失或者迁移的风险
3. 成为个人信息管理（PIM）的知识储备更为稳定
4. 保存动态网页中的资料

离线浏览在网费昂贵而且稍后读软件不够普及（类似Pocket和Safari中内置的阅读列表）时可以方便于阅览，但是在网费低廉同时又有大量优秀的稍后读软件时，离线浏览仍然有其需要的地方。

## 砍站软件
砍站软件的原理是利用伺服器提供給客戶端的原始碼為基礎并分析其中的连接和文件来完成过程。完成下载整个网站的時間，則跟網站的深度、網站的檔案數目、網站的檔案大小有關。如果網站的结构越深越複雜，所需要下载的時間則越多。
比較優秀的砍站軟體會分析其中重複的連結，可以在條件中設定排除或者是要抓取的網站目錄、檔案類型或者是檔案名稱，從中以比較快的方式分析結構納入抓取排程，如果結構非常的複雜，則還需要使用者電腦的運算速度所影響。
而網站的檔案數目、檔案大小則影響下載的速度，增加速度的方式可經由使用者網路環境的速度、或者是網路連線的數目去做調整，越大的網路速度、越多的網路連線數目可以有效的增加砍站的速度。

## 离线浏览共享文件
网络上的共享文件或文件夹可以被指定为允许离线浏览。使用这种方式可以使你在网络接断开后，仍然能看到可以离线浏览的文件和新创建的文件，重新连接网络后，“同步管理器”将根据离线时所作的更改来更新网络文件。要注意到是在首次使用时，要先对本地脱机文件进行相关的设置。

## 离线浏览因特网文件
因特网上的网页甚至整个网站也可以被指定为允许离线浏览。你可以提前下载因特网上的网页或网站到本地磁盘，以便离线时浏览。

### 离线浏览网页
离线浏览网页就是在连接到因特网时快速打开感兴趣的网页，这样在断开连接时就可对刚刚打开过的网页进行离线浏览，任何支持临时文件的浏览器均可以用这种方式。这种离线浏览的方式可以有效节省连接到因特网的时间，在网费比较昂贵时应用比较广泛。但是必需要提前手工打开要浏览的网页，在想要离线浏览的东西比较多时显得效率比较低下。

### 离线浏览网站
离线浏览网站就是在连接到因特网时将整个网站或网站的一部分下载到本地，在断开网络时就可对下载下来的网站进行离线浏览，这种方式需要使用专门的软件，这类软件通常被称作离线网页浏览器（Offline Browser）。

### 使用专业的离线浏览器下载网站
使用专业的离线浏览器（如Webzip、Teleport）允许你用更加定制的方式将网站下载到本地，软件内置多线程可以获得更快的下载速度，并且支持将下载的网站保存成一个文件，加快检索的速度的同时减少所占的空间。甚至可以将网站镜像保存在移动介质中，供完全没有网络连接到计算机使用。
使用砍站軟體會將整個網站的資料內容複製回自己本機硬碟裡，因為砍站軟體時常一次發出許多的連線數，使得伺服器的硬體資源無法承受，且佔去網站的頻寬，導致連線速度變的很緩慢，甚至是伺服器主機當機，導致真正有瀏覽網站的需求的網友無法連上網站。

#### 砍站軟體
- Teleport Pro，俗稱「瑞士刀」，為共享軟體，原創公司：Tennyson Maxwell Information Systems, Inc. （页面存档备份，存于）。
- HTTrack，為自由軟體，原創公司：Xavier Roche & Yann Philippot. （页面存档备份，存于）。
- wget，為自由軟體，作業系統：UNIX。

## 預防辦法

### 限制頻寬
限制頻寬的缺點是，倘若網站有提供檔案下載，那麼使用者可能會不滿檔案的下載速度。

### 封鎖IP地址
封鎖IP地址是經由網站伺服器的LOG檔或者是伺服器防火牆去分析不正常且頻繁的瀏覽要求。
例如：一個IP地址瞬間同時開啟許多頁面（一般正常的瀏覽者不可能在一段時間內達到每秒數個頁面同時瀏覽，發生這種狀況則非常有可能是被砍站）

## 另見
- 在线和离线
- 網路蜘蛛